# Bobby Walden
Bobby Walden é um ex-jogador profissional de futebol americano estadunidense

## Carreira
Bobby Walden foi campeão da temporada de 1975 da National Football League jogando pelo Pittsburgh Steelers.